# 省省吧！我家富貴發
《省省吧！我家富貴發》是2024年三立都會台推出的電視喜劇節目，為國家住宅及都市更新中心林口世大運選手村社會住宅公共藝術計畫作品，郭子乾、曾莞婷、余晉、胡智強、陳昭妃領銜主演，瀚草文創與世界柔軟共同製作，導演姜瑞智、曾大衡與編劇安邦、馬毓廷、李松霖、林正川、姜宏仁、張智涵合作打造。線上串流平台CATCHPLAY+、Hami Video、H2PES、iQIYI、KKTV、LINE TV自4月13日起，每週六00:00 同步跟播。

### 首播
| 頻道       | 所在地 | 首播日期      | 播出時間     |
| ---------- | ------ | ------------- | ------------ |
| 三立都會台 | 臺灣   | 2024年4月12日 | 每週五 22:00 |

### 網路平台
| 頻道    | 所在地 | 首播日期      | 播出時間     |
| LINE TV | 臺灣   | 2024年4月13日 | 每週六 00:00 |

## 演員列表

### 主要演員
| 演員   | 角色   | 介紹 |
| 郭子乾 | 劉志中 | 志中是一位駕訓班教練，為了夢想擁有一台夢幻逸品的骨董車，過著節約的生活。他的個性樂觀開朗，善於用幽默的方式幫助學生學習，但也有時候會因為自己的夢想受挫而感到失落。在與尚水交往之後，志中放棄了買骨董車的夢想，與尚水一起努力存錢買房子。 |
| 曾莞婷 | 林尚水 | |
| 余晉   | 劉大富 | |
| 胡智強 | 劉大貴 | |
| 陳昭妃 | 劉大發 | |

### 其他演員
| 演員   | 角色   |
| ------ | ------ |
| 方志友 | 可芳   |
| 古斌   | 古天佑 |
| 小亮哥 | 李爺爺 |
| 吳碧蓮 | 萬阿嫲 |
| 盧以恩 | 曉晴   |
| 林煥鈞 | 煥鈞   |
| 陳季霞 | 尚水母 |
| 伊正   | 尚水舅 |
| 夏朧   | 夏美   |
| 黃迪揚 | 黑道   |

## 獎項紀錄

### 金鐘獎
| 年份   | 頒獎單位     | 獎項                             | 入圍者 | 結果 |
| ------ | ------------ | -------------------------------- | ------ | ---- |
| 2024年 | 第59屆金鐘獎 | 迷你劇集／電視電影最具潛力新人獎 | 陳昭妃 | 提名 |

## 外部連結
- 省省吧！我家富貴發的Facebook專頁
- 省省吧！我家富貴發的Instagram帳戶